# Pandanus nullumiae
Pandanus nullumiae är en enhjärtbladig växtart som beskrevs av R.Tucker. Pandanus nullumiae ingår i släktet Pandanus och familjen Pandanaceae. Inga underarter finns listade.